# Jordi Escura
Jordi Escura Aixas (* 19. April 1980 in Andorra la Vella) ist ein ehemaliger andorranischer Fußballspieler. Der 65-fache andorranische Nationalspieler brachte es im Laufe seiner Karriere nie weiter als über die spanische Viertklassigkeit hinaus. Neben seiner Laufbahn als Fußballspieler trat er unter anderem als Physiotherapeut in Erscheinung und ist in diesem Bereich auch seit seinem Karriereende als Spieler tätig.

## Vereinskarriere

### Start in den Herrenfußball beim CE Europa
Jordi Escura wurde am 19. April 1980 in Andorra la Vella, der Hauptstadt des Zwergstaats Andorra, als Sohn von Jordi Escura Dalmau geboren. Mit 17 Jahren schaffte er den Sprung in die Herrenmannschaft des in Barcelona ansässigen CE Europa. Der Verein spielte zur damaligen Zeit in der viertklassigen spanischen Tercera División. In der Gruppe 5 belegte er am Saisonende mit der Mannschaft den achten Tabellenrang und war nur sieben Punkte von einem Platz in den Aufstiegs-Play-offs entfernt. Besser erging es dem Viertligisten in der darauffolgenden Tercera División 1998/99, als er im teils recht dicht gestaffelten Endklassement mit 66 erreichten Punkten den dritten Tabellenplatz belegte. Da gleich drei Mannschaften am Ende mit 66 Punkten in der Tabelle waren, entschied der direkte Vergleich. In den nachfolgenden Aufstiegs-Play-offs trat er mit dem Team gegen die UD Alzira, den Orihuela CF und die UD Poblense an und scheiterte als Drittplatzierter am Aufstieg in die Drittklassigkeit. Nach einem sechsten Platz in der Spielzeit 1999/2000, kam er in der Saison 2000/01 nur mehr in vier Ligapartien zum Einsatz und brachte es mit dem CE Europa in der Endtabelle auf den dritten Platz der Gruppe 5, was einen abermaligen Startplatz in den Aufstiegs-Play-offs bedeutete. In diesen scheiterte die Mannschaft erneut und beendete die Play-offs hinter dem Aufsteiger Alicante CF, dem Zweitplatzierten Lorca CF und vor dem Vilafranca CF abermals auf dem dritten Platz.

### Verschiedene Stationen bis Mitte der 2000er
Innerhalb der Gruppe 5, die die Region Katalonien und zur damaligen Zeit auch Andorra abdeckte, wechselte er im Sommer 2001 zum FC Andorra, für den er in der Saison 2001/02 in 17 Meisterschaftsspielen zum Einsatz kam und ein Tor erzielte. Während der CE Europa in dem zum Teil sehr dicht gestaffelten Endklassement gerade noch den Klassenerhalt geschafft hatte, rangierte er mit den Andorranern weit abgelegen auf dem 20. und damit letzten Platz der Gruppe 5, was den Abstieg in die fünftklassige Primera Catalana (auch 1ª Catalana geschrieben) bedeutete. Bis zur Saison 2004/05 war der Klub sogar bis in die Siebentklassigkeit und damit in die Bedeutungslosigkeit abgerutscht. Den Abstieg bestritt Escura nicht mehr mit der Mannschaft, sondern wechselte noch in der Sommerpause vor der Saison 2002/03 zum heute nicht mehr existierenden JE Ascó, der im Jahr 2010 zusammen mit dem FC Benavent im FC Ascó aufging. Der Klub aus der am Ebro gelegenen katalanischen Gemeinde Ascó spielte zu dieser Zeit in einer der Divisiones Regionales, die ab der fünften Spielstufe die untersten Ebenen des spanischen Fußballligasystems bilden.
Bei 23 Ligaeinsätzen in dieser Saison blieb der gebürtige Andorraner torlos und wechselte in weiterer Folge im Sommer 2003 zurück zum Viertligisten CE Europa, bei dem er allerdings nur sporadisch eingesetzt wurde. Am Saisonende scheiterte er mit dem Klub aus Barcelona denkbar knapp am Klassenerhalt. Als 17. – die auf dem 16. Platz rangierende UE Vilassar de Mar hatte gleich viele Punkte erreicht – stieg die Mannschaft in die 1ª Catalana ab, um nach nur einer Saison wieder die Rückkehr in die Viertklassigkeit zu feiern. Escura bestritt jedoch ein weiteres Mal nicht den Abstieg seiner Mannschaft, sondern wechselte zum CFJ Mollerussa in die 2ª Catalana, die hinter der fünftklassigen 1ª Catalana eine sechstklassige Liga ist. Nach zwölf Einsätzen in der Liga, wobei ihm auch ein Tor gelang, verließ der 1,78 m große Defensivakteur zum Saisonende den Verein aus der Stadt Mollerussa, der in den Jahren danach bis in die Siebent- und Achtklassigkeit abrutschte. Ende der 1980er Jahre war der Klub kurzzeitig sogar im spanischen Profifußball vertreten.

### Erfolglose Zeit beim CD Benavente
Während Escura, der davor eine Ausbildung zum Physiotherapeuten absolviert hatte, zu dieser Zeit seine Tätigkeit als Physiotherapeut bei der in der Segunda División spielenden UE Lleida begann, vollzog er einen neuerlichen Vereinswechsel, als er sich dem CD Benavente mit Spielbetrieb in der Gruppe 8 (Kastilien und León) der Tercera División anschloss. Während er mit dem Team aus der Stadt Benavente am Ende der Saison 2005/06 als 17. nur knapp den Klassenerhalt geschafft hatte, weil in dieser Saison nur die drei letzten Mannschaften aus dieser Gruppe abstiegen, konnte Escura in der Spielzeit 2006/07 den Abstieg seiner Mannschaft, die es lediglich auf den 19. Tabellenplatz gebracht hatte, nicht mehr verhindern. Aus der Primera División Zamora (auch 1ª Zamora geschrieben) konnte er sich mit dem CD Benavente in den folgenden beiden Spielzeiten nicht mehr lösen. So war er mit dem Team in der Saison 2007/08 und in der Saison 2008/09, in der er es auf 22 für ihn persönlich torlose Meisterschaftseinsätze gebracht hatte, in der spanischen Fünftklassigkeit vertreten und wechselte daraufhin im Sommer 2009 wieder in seine Heimatregion.

### Karriereausklang beim CF Balaguer und beim FC Alcarràs
Beim in der Gruppe 5 der Tercera División vertretenen Mannschaft des CF Balaguer kam er in der Saison 2009/10 als Stammkraft in der Abwehrreihe zum Einsatz, wobei er in 30 von 38 möglich gewesenen Ligapartien Berücksichtigung fand und auch ein Tor erzielen konnte. Mit dem neunten Platz erreichte der Klub aus Balaguer, der Hauptstadt der Comarca Noguera, im Endklassement eine Platzierung im Tabellenmittelfeld. Seinen letzten Vereinswechsel in seiner Spielerkarriere bestritt Escura daraufhin im Sommer 2010, als er sich dem Fünftligisten FC Alcarràs anschloss. Am Ende der Saison 2010/11 rutschte er mit dem Klub aus der Stadt Alcarràs in die sechste Liga ab; 2011/12 erfolgte sogar der Abstieg in die siebente Liga, woraufhin Escura im Alter von 33 Jahren sein vorzeitiges Karriereende bekanntgab. Seine Karriere im Nationalteam hatte er zu diesem Zeitpunkt bereits zwei Jahre zuvor beendet.
Insgesamt war er im Laufe seiner Karriere im Herrenfußball fünf Mal mit seinen Mannschaften abgestiegen.

## Nationalmannschaftskarriere

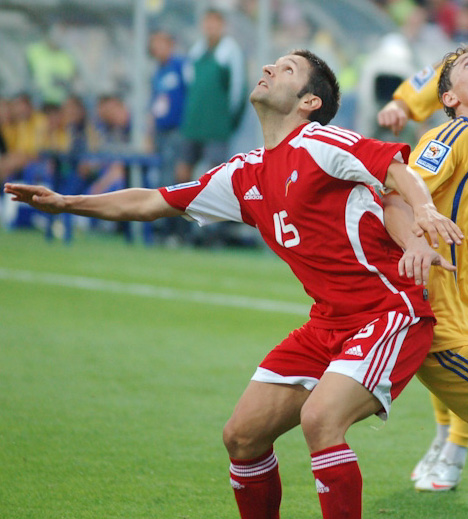
Jordi Escura bei einem Länderspiel gegen die Ukraine (2009)

Kurz nach seiner ersten Spielzeit beim CE Europa schaffte Escura den Sprung in die andorranische Fußballnationalmannschaft und gab am 13. Juni 1998 in einem Freundschaftsspiel gegen den amtierenden Weltmeister Brasilien sein Länderspieldebüt. Bei der 0:3-Niederlage Andorras, die für Brasilien ein Vorbereitungsspiel auf die wenige Tage später startende Weltmeisterschaft 1998 war, kam Escura in der 83. Spielminute für Agusti Pol auf den Platz. Für Andorra war es allgemein erst das vierte Länderspiel in der noch kurzen Geschichte. Nach einem weiteren Freundschaftsspiel gegen Portugal im August 1998 nahm er ab September mit der Mannschaft an der Qualifikation zur Europameisterschaft 2000 teil. Nachdem er lediglich am 5. September bei der 1:3-Niederlage gegen Armenien zum Einsatz gekommen war, verpasste er die nachfolgenden sechs EM-Qualifikationsspiele seines Heimatlandes unter Trainer Manoel Miluir und kam – fast auf den Tag genau – ein Jahr später wieder zu einem Einsatz im Nationalteam. Daraufhin bestritt er alle restlichen drei EM-Qualispiele Andorras und schaffte nach zehn Niederlagen aus ebenso vielen Spielen kein Weiterkommen im Turnier. Nachdem er im Frühjahr gegen Albanien, Malta und Aserbaidschan im Rothmanns Cup gespielt hatte, konnte er mit Andorra im April gegen Belarus sogar den ersten Sieg in der Geschichte des Nationalteams verzeichnen und nahm er ab August 2000 mit seinem Heimatland an der Qualifikation zur Weltmeisterschaft 2002 teil.
Unter David Rodrigo, der seine Trainertätigkeit bei den Andorranern im Jahr 1999 aufgenommen hatte, fungierte er daraufhin als Stammkraft in der Nationalmannschaft. Allein bei der erfolglosen WM-Qualifikation – Andorra belegte, ohne einen einzigen Punkt erreicht zu haben, den letzten Platz der Gruppe 2 – war er in neun von zehn Länderspielen im Einsatz gewesen. Lediglich das dritte Qualifikationsspiel, die knappe 1:2-Niederlage gegen Estland, hatte Escura versäumt. Im Kalenderjahr 2002 absolvierte er jeweils ein Freundschaftsspiel gegen Albanien (April; 2:0-Sieg), Armenien (Juni) und Island (August), ehe er im Oktober seine ersten Einsätze für Andorra in der Qualifikation zur Europameisterschaft 2004 hatte. Abermals absolvierte er nahezu alle Qualifikationsspiele seines Heimatlandes. Von den acht Partien, die Andorra zwischen Oktober 2002 und September 2003 in der Quali absolvierte, verpasste Escura lediglich das vorletzte Spiel, das mit 0:3 gegen Kroatien verloren wurde. Erneut ohne jeglichen Punktgewinn belegte Andorra am Ende den letzten Platz in der Gruppe 8.
Nachdem er zwischen April und Juni 2004 wieder zwei freundschaftliche Länderspiele absolviert hatte, stieg er ab Oktober 2004 in die Qualifikation zur Weltmeisterschaft 2006 ein. Bis zu diesem Zeitpunkt hatte Andorra bereits zwei Qualifikationsspiele absolviert und war bis dahin punktelos geblieben. Bei Escuras Einsatz am 13. Oktober 2004 gegen Mazedonien schaffte Andorra den ersten Sieg und gleichzeitig den ersten Punktegewinn in einem Pflichtspiel. Dies war zugleich auch der letzte Sieg Andorras für die nächsten 13 Jahre – erst 2017 konnte der Pyrenäenstaat wieder Siege einfahren. Bis Oktober 2005 kam er daraufhin noch in acht der restlichen neun WM-Qualifikationsspiele zum Einsatz und beendete die Qualifikation mit der Mannschaft mit fünf erreichten Punkten – gegen Mazedonien war Andorra sogar ohne Niederlage geblieben – als Letzter der Gruppe 1.
Danach dauerte es über ein Jahr, ehe Escura wieder in der andorranischen Nationalmannschaft eingesetzt wurde. So kam er im dritten Qualifikationsspiel zur Europameisterschaft 2008 gegen Kroatien zum Einsatz. Das Spiel endete in einer 0:7-Niederlage, die zusammen mit einer 1:8-Niederlage gegen Tschechien im Jahr davor, bis dato (Stand: Februar 2021) die höchste Niederlage Andorras ist. Sein nächstes Länderspiel absolvierte er im Februar 2007 bei einem Freundschaftsspiel gegen Armenien, das in einem 0:0-Remis endete. Das restliche Jahr 2007 war von Escuras Einsätzen in den EM-Qualifikationsspielen geprägt. Insgesamt kam er in den Jahren 2006 und 2007 in sieben der zwölf Qualipartien seines Heimatlandes zum Einsatz und rangierte mit den Andorranern ohne Punktegewinn und einem Torverhältnis von 2:42 auf dem letzten Platz der Gruppe E. Nach zwei Freundschaftsspielen, die er im März (Lettland) und im Juni (Aserbaidschan) absolviert hatte, kam Escura unter David Rodrigo zwischen August 2008 und September 2009 in sieben Spielen Andorras anlässlich der Qualifikation zur Weltmeisterschaft 2010 zum Einsatz. Insgesamt hatte Andorra im Zeitraum von August 2008 bis Oktober 2009 zehn Qualispiele absolviert und dabei am Ende punktelos den letzten Platz der Gruppe 6 belegt.
Danach hatte er für sein Heimatland alle drei Freundschaftsspiele des Jahres 2010 absolviert und kam, nachdem er in der ersten Partie gegen Russland nicht gespielt hatte, in den Spielen 2 bis 4 der Qualifikation zur Europameisterschaft 2012 zum Einsatz. Andorra konnte sich in weiterer Folge abermals nicht für ein Großturnier qualifizieren. Nach zehn Niederlagen aus ebenso vielen Spielen rangierte der Pyrenäenstaat mit einem Torverhältnis von 1:25 auf dem letzten Platz der Gruppe B. Mit seinem Einsatz im nachfolgenden Freundschaftsspiel gegen Moldau am 9. Februar 2011 beendete Escura seine Laufbahn im andorranischen Nationalteam. Bis zu diesem Zeitpunkt hatte er bereits ein Jahr unter dem neuen Nationaltrainer Koldo Álvarez gespielt.
Für sein Heimatland bestritt der Defensivakteur von 1998 bis 2011 65 Länderspiele, ohne jedoch ein Tor erzielt zu haben.

## Tätigkeit als Physiotherapeut
Während er selbst zu dieser Zeit beim CD Benavente zu spielen begann, wurde Escura, der davor eine Ausbildung zum Physiotherapeuten absolviert hatte, in der Saison 2005/06 als Physiotherapeut beim damaligen Zweitligisten UE Lleida angestellt. Der Klub stieg am Saisonende auf dem 19. Tabellenplatz rangierend in die Segunda División B ab und blieb in dieser bis zu seiner Auflösung aufgrund einer Insolvenz im Mai 2011 bestehen. Escura war bis zur Vereinsauflösung als Physiotherapeut beim Klub tätig.
Danach wechselte er zu einem weiteren spanischen Profiklub, Espanyol Barcelona, bei dem er, während der Amtszeiten von Mauricio Pochettino und Javier Aguirre als Trainer der Mannschaft, von Sommer 2011 bis Sommer 2013 als Physiotherapeut arbeitete.
Den spanischen Erstligisten verließ er daraufhin in Richtung Thailand, wo er ab dem 1. August 2013 bis Jahresende als Medizinischer Leiter in der Physiotherapie beim dortigen Erstligisten Buriram United in Erscheinung trat. Anderen Quellen zufolge kam er erst mit der Bestellung von Alejandro Menéndez als neuer Trainer der Mannschaft im September 2013 nach Thailand; Menéndez verließ den Klub wieder im April 2014.
Mit Jahresbeginn 2014 wechselte er in gleicher Funktion zum Ligakonkurrenten Suphanburi FC, bei dem gerade Alexandré Pölking als neuer Trainer vorgestellt worden war. Beim Klub aus der Provinz Suphan Buri arbeitete er bis Jahresende 2015 und erlebte in dieser Zeit mit Alexandré Pölking, Adebayo Gbadebo, Welisar Popow, Sérgio Farias und Worrawoot Srimaka gleich fünf verschiedene Trainer.
Nach Suphanburi ging es für ihn nach China zu Qingdao Huanghai, wo er seitdem (Stand: 4. Februar 2021) als Medizinischer Leiter der Physiotherapie tätig ist. Nebenbei geht er auch Lehrtätigkeiten an der Universitat de Lleida und der Universidad San Jorge nach.